# Noel Gallagher
Noel Thomas David Gallagher (Longsight, Manchester, Anglia, 1967. május 29.) angol zenész, az Oasis együttes fő zeneszerzője, szövegírója, szólógitárosa, vokalistája, második énekese, producere, albumborító tervezője, valamint első számú interjúadója volt 2009-ig, amikor öccsével, Liam Gallagherrel úgy összevesztek, hogy az egyik koncert előtt pár perccel kilépett a zenekarból. Ezt követően 2010-ben alapította a Noel Gallagher's High Flying Birds nevű zenekart, amiben az énekesi feladatokat már egyedül látja el.

## Kezdetek
Anyja Peggy, apja Thomas mindketten ír származásúak és katolikusok, de Noel már a manchesteri munkásnegyedben született, a házukban gyakran szólt ír zene. Hárman voltak testvérek: Paul, Noel, és Liam. A családon belüli erőszak, illetve a válások mindennaposak voltak a '70-es évek Manchesterében, a Gallagher szülők is elváltak. Talán a zaklatott gyerekkor következménye volt, hogy Noel és testvére, Paul sokáig dadogtak. Noel elmondása szerint nem voltak rossz srácok, de a baj azért mindig megtalálta őket, ő maga például rendszeresen lógott az iskolából és próbaidőn is volt bolti lopás miatt. Egy gitárban lelt menedéket, melyről nem tudja, hogy miként került a manchesteri házukba, mindenesetre egyszer csak rátalált és onnantól kezdve naphosszat gyakorolt. Az első szám, amit megtanult a House of the Rising Sun volt a The Animalstől, melyet addig gyakorolt, amíg tökéletesnek nem érezte az akkordváltásokat. Édesanyja furcsának is találta, hogy míg a többi gyerek az utcán lógott, addig Noel a szabadidejét a szobájában töltötte gitárjával. Nem tanult meg kottát olvasni, szerinte csak rontott volna a stílusán. A '70-es évek punkrock mozgalmának jelszava volt a "csináld magad, csináld ahogy gondolod", ezt vallotta Noel is. Végül munkája is a zene világához kapcsolta őt, ugyanis az Inspiral Carpets roadja lett. Viszonylag későn 27 évesen vált ismertté (olyan korúan amikor más zenészek - pl. Jimi Hendrix, Janis Joplin, Jim Morrison, Kurt Cobain - meghaltak) az Oasis révén, amikor megjelent Definitely Maybe című első stúdióalbumuk 1994-ben.

## Oasis (1991–2009)

### Történet
Az Oasis első fellépésére 1991 augusztusában a manchesteri Boardwalk klubban került sor. Noel Gallagher, aki akkoriban az Inspiral Carpets roadja volt, megtekintette ifjabb fivérének, Liam Gallaghernek zenekari fellépését. Noel nem tartotta az Oasist különösebben tehetséges zenekarnak, de elhatározta, hogy itt fogja kipróbálni elkészített dalait. Noel felajánlotta a zenekarnak a csatlakozását, azzal a feltétellel, hogy ő fogja a dalokat írni, valamint ő lesz a zenekar vezetője. Ekkor alakult ki az első klasszikus felállás: Liam Gallagher (ének), Noel Gallagher (szólógitár, ének), Paul „Bonehead” Arthurs (ritmusgitár), Paul „Guigsy” McGuigan (basszusgitár), Tony McCarroll (dob) kezdetben kisebb manchesteri fellépésekkel. A Gallagher-testvérek az Oasis-történet végéig zenekari tagok maradtak, rajtuk kívül gyakorlatilag mindenki lemorzsolódott.
Több mint egy évnyi koncertezés, és az első demo (Live Demonstration néven ismert) felvétele után a nagy áttörés a zenekar életében 1993 májusában érkezett el, mikor felkeltették  Alan McGee, a Creation Records tulajdonosának érdeklődését. A zenekar egy glasgow-i klubban adott koncertet, ahova nem akarták először beengedni őket, de szó szerint beverekedték magukat a klubba, ahol Alan McGee egy leszerződött zenekara miatt volt ott. Az Oasis koncertje annyira lenyűgözte McGee-t, hogy négy nappal később már szerződést ajánlott Gallagheréknek.
Ezt követte a Definitley Maybe (1994), majd a (What's the Story) Morning Glory? (1995) sikere olyan híres Oasis-dalokkal, mint a Supersonic, a Rock 'n' Roll Star, Columbia, Live forever, Cigarettes & Alcohol, Slide Away, Shakermaker, Whatever, Morning Glory, Roll with it, Don't Look Back in Anger, Some Might Say, Champagne Supernova és a sokak által ismert Wonderwall.
Külön fejezet a zenekar életében a Blurral való szembenállás, mely a britpop mozgalom legnagyobb műbalhéja volt. A két zenekar először barátságban, békességben létezett egymás mellett, de a brit újságok egymás ellen uszították őket „Ideje lenne eldönteni ki a jobb” címszavakkal. A szembenállást fűszerezte, hogy a közvélemény az Oasist a nép zenekarának tartotta abból eredően, hogy a tagok a manchesteri munkásosztályból érkeztek. Ezzel szemben a Blur tagjait csak „essexi polgársrácoknak” hívták. Végül a Blur az Oasis kislemez kiadáshoz igazította az övét. A Blur a "Country House"-t indította míg az Oasis a "Roll with it"-et. A kislemezek 50 000-es nagyságban keltek, a Blur pár ezerrel több eladással büszkélkedhetett. A hírhedt britpop csata itt lezárult, azt azonban nem árt megjegyezni, hogy a Blur csak a csatát nyerte meg. Az Oasis (What's the Story) Morning Glory? című második lemeze sokkal jobban fogyott, mint a Blur "The Great Escape" című lemeze, így az Oasis világszerte ismert zenekarrá vált.
1996 augusztusában került sor a híres Knebworth Fesztiválbeli fellépésükre, amire 125 000 jegy kelt el, de a felmérések szerint 2,6 millióan akartak jegyet vásárolni a koncertre. Egyértelműen az Oasis volt a fesztivál fő attrakciója, ezzel a nézőszámmal olyan zenekarokat előztek meg, mint például a The Rolling Stones, Led Zeppelin, Deep Purple, Status Quo, Dire Straits, és a Queen, Ezt először az Oasis érte el és a fesztivál története során azóta sem került sor a 125.000-es nézőszám megdöntésére.

„Riporter: "Az az érzés, amit valamelyik drogtól kapsz, van olyan jó, mint amit akkor érzel amikor színpadra lépsz?"
Noel Gallagher: "Nem. Nincs semmi. És én már mindent csináltam, hinned kell nekem. Nincs semmi olyan a világon, mint mikor kisétálsz a színpadra, és mielőtt játszottál volna akár egy hangot is, csak szét kell tenned a kezeid..., és ennyi. Vége. Ennél nincs jobb."”

A zenekar történetének csúcspontján megjelentetett albuma (Be Here Now) első lett az angol, és második az amerikai listákon, ezenfelül a leggyorsabban fogyó angol album lett a maga 500 000 eladott példányával az első napon, és majd 700 000 fogyott példánnyal az első héten.
2000-ben a negyedik stúdióalbum, Standing on the Shoulder of Giants felvételei alatt az Oasis elvesztette két alapító tagját, ami jelentős népszerűség csökkenéssel járt Amerikában.
2007 februárjában az Oasis megkapta a Brit Awards életműdíját.

### Stúdióalbumok
- Definitely Maybe (1994)
- (What's the Story) Morning Glory? (1995)
- Be Here Now (1997)
- Standing on the Shoulder of Giants (2000)
- Heathen Chemistry (2002)
- Don't Believe the Truth (2005)
- Dig Out Your Soul (2008)

### Kilépés az Oasisből (2009)
2009. augusztus 28-án Párizsban, néhány perccel a Rock en Seine fesztiválbeli fellépés előtt a két Gallagher testvér az öltözőben annyira összeveszett, hogy Noel azonnal elhagyta a zenekart. Két órával később a hivatalos Oasis weboldalon a következőt publikálta:
„Némi szomorúsággal, de óriási megkönnyebbüléssel közlöm, hogy ma este elhagytam az Oasist! Az emberek majd azt írnak és mondanak amit akarnak, de én egyszerűen egy napot sem tudok tovább együtt dolgozni Liammel!”
Ezek után az Oasis lemondta az európai koncertturné folytatását. Később Noel Gallagher 2010-ben megalapította a Noel Gallagher's High Flying Birds nevű zenekart, amivel azóta is folyamatosan koncerteznek és 2 albumuk is megjelent már.
2010. február 26-án az Oasis nyerte meg az elmúlt 30 év legjobb albumáért járó díjat a Brit Awards-on, az 1995-ös (What's the Story) Morning Glory? című albumával. A díjat az elmúlt 30 év legkelendőbb tíz albumából választhatta ki a közönség. A díjátadón az Oasisből csak Liam volt jelen, aki a díj átvételekor köszönetet mondott az albumon közreműködő zenészeknek (kivéve Noelnek). A beszéd után a rangos díjat a közönség közé dobta.
2010 márciusában a legolvasottabb brit zenei magazin olvasói Liam Gallaghert szavazták meg minden idők legjobb frontemberének. A brit Q magazin újságírói ezután megkérdezték, hogy Liam szerint ki minden idők legjobb frontembere, mire ő a következőt válaszolta: Noel Gallagher.
Noel Gallagher: „Az Oasisben mindig nyugtalan voltam, mert sosem tudhattam igazán, hogy Liam mit fog csinálni.”

## Noel Gallagher's High Flying Birds (2010 -)

### Történet
Noel 2010-ben indította el szólókarrierjét High Flying Birds nevű formációjával. Nevével fémjelzett zenekarában a munka nagy részét lényegében ő viszi (értve ezalatt a zeneszerzést és dalszövegírást), valamint ő a zenekar arca is. Eddig két albumuk jelent meg és folyamatosan koncerteznek. Pár ismert daluk: Everybody's on the Run, If I Had a Gun..., AKA... What a Life!, Riverman, In the Heat of the Moment, Ballad of the Mighty I. Második albumukkal megnyerték a Q magazin 2015. év legjobb albuma díját.

### Stúdióalbumok
- Noel Gallagher's High Flying Birds (2011)
- Chasing yesterday (2015)
- Who Built the Moon? (2017)

## Magyar vonatkozás
2000 augusztusában ugyan járt már Magyarországon az Oasis, de akkor Noel Gallagher nélkül léptek fel a Sziget Fesztiválon (állítólag Noel ekkoriban csak az angol koncerteket vállalta be, de valószínűleg testvérével való kaotikus viszonya is közrejátszott a távolmaradásában). Érdekesség, hogy Liam Gallagher a sajtótájékoztatón nem hozta a tőle megszokott arroganciát, sőt egészen szimpatikus volt. Egészen meghatódott amikor megtudta, hogy a Szigetre mindössze öt fontnyi összegért lehet bejutni. Mint mondta, ez a csóróság a hőskorra emlékezteti.
2015-ben egy magyar fiatalember, Mihályi Dávid interjúzhatott a 47 éves Noel Gallagherrel, aki Chasing Yesterday című új lemezét egy nyereményjátékkal promózta be, ezt a játékot nyerte meg Mihályi Dávid.
Noel Gallagher a 2016-os Sziget Fesztiválon lépett fel először Magyarországon a High Flying Birds nevű formációjával.

## Érdekességek, sztorik
Kedvenc csapata a Manchester City FC, akiknek 4 éves kora óta szurkol. Egy interjú során azt mondta, hogy a bajnokság megnyeréséért akár pár Number One dalt is feláldozna.
Felesége: Sarah, 3 gyermekük van: Sonny, Donovan, és Anais.
1995-ben amikor az Oasisnek a Roll with it című dalt kellett előadnia a Top of the Pops című magas nézettségű brit könnyűzenei műsorban, a Gallagher-testvérek egy kisebb poént sütöttek el. A műsorban előadott számok felvételről mentek és a zenekarok csak imitálták a játékot, éppen ezért a két testvér úgy döntött, hogy ezt a gyakorlatot kihasználva helyet cserélnek egymással. Noel gitár nélkül beállt a mikrofon mögé és énekelt, míg Liam gitárral a kezében még csak énekmikrofon közelébe sem ment, viszont a szám a Play Back-ből adódóan Liam hangjával ment le.

„Riporter: "Mit Gondolsz, mi volt Jézus?"
Noel Gallagher: "Nos, nem tudom. Nem tudom. Jézus, ha lehet ezt hinni, ő volt talán az első rocksztár. Volt egy bandája, tizenketten voltak, és voltak követői..."[forrás?]”

A 2017. május 22-i manchesteri terrortámadást követően megtartott megemlékezésen a megjelent tömeg a Don't Look Back in Anger című Oasis szerzeményt kezdte el spontán módon énekelni. A dal az ellenállás szimbólumává vált. Később a One Love elnevezésű segélykoncerten is elhangzott a Coldplay előadásában. Noel Gallagher a szám jogdíjait a manchesteri terrortámadás áldozatainak javára ajánlotta fel.

## Média
Nagy-Britanniában 2016-ban jelent meg a Supersonic című dokumentumfilm, mely az Oasis korai történetét dolgozza fel.
2017 nyarán a Noel Gallagher's High Flying Birds közös turnéra indul a U2-val.